# Ростовская-на-Дону епархия
Ростовская-на-Дону епархия — епархия Русской православной церкви, объединяющая приходы и монастыри в западной части Ростовской области (в границах городов Азов, Батайск, Новочеркасск, Ростов-на-Дону, Таганрог, а также Азовского, Аксайского, Куйбышевского, Матвеево-Курганского, Мясниковского и Неклиновского районов). Входит в состав Донской митрополии.
Кафедральный город — Ростов-на-Дону. Кафедральные соборы — Рождества Пресвятой Богородицы в Ростове-на-Дону и Вознесенский в Новочеркасске.

## История
В XVII—XVIII веках территория современной епархии входила в состав Воронежской епархии. 5 апреля 1829 года из её состава выделена Новочеркасская и Георгиевская епархия с центром в Новочеркасске. Первоначальным титулом правящего архиерея был «Донской и Кавказский». 17 июля 1842 года из состава Новочеркасской была выделена Кавказская епархия — на землях Черноморского казачьего войска и Северного Кавказа. Новочеркасская и Георгиевская епархия была переименована в Донскую и Новочеркасскую, её границы стали совпадать с границами Области войска Донского. Ростов-на-Дону с уездом и Таганрог, переданные в 1888 году из Екатеринославской губернии в Область войска Донского, оставались в составе Екатеринославской епархии.
В 1911 году было учреждено Таганрогское викариатство Екатеринославской епархии. 24 мая 1919 года решением Юго-Восточного Русского Церковного Собора викариатство преобразовано в самостоятельную Ростовско-Таганрогскую епархию с пребыванием епископа Ростовского и Таганрогского в Ростове-на-Дону. Первым архиереем епархии был назначен епископ Арсений (Смоленец).
В начале 1920-х годов, после установления на Дону советской власти, начались гонения на церковь. Была создана комиссия по проведению в жизнь Декрета «Об отделении церкви от государства и школы от церкви», деятельность которой, в частности, была направлена на закрытие храмов. К 1923 году в Ростове было закрыто 7 церквей.
В 1930-е годы советскими властями повсеместно осуществлялось массовое закрытие и разрушение храмов, уничтожение и осквернение святынь, были репрессированы и убиты многие священнослужители. В 1936 году епархиальные управления обеих епархий фактически прекратили свое существование. В 1937 году был закрыт Ростовский кафедральный собор. К концу 1930-х на территории Ростовской области были закрыты все приходские церкви и монастыри.
В годы Великой Отечественной войны церковная жизнь в Ростовской области возродилась. После окончания оккупации 10 августа 1943 года епископом Ростовским стал Елевферий (Воронцов). Границы Ростовской и Таганрогской епархии были соотнесены с образованной в 1937 году Ростовской областью, включившей в себя значительную часть бывшей Области войска Донского и, соответственно, Донской и Новочеркасской епархии.
В 1948 году по инициативе епископа Сергия (Ларина) Ростовская и Таганрогская епархия получила наименование Ростовская и Новочеркасская, которое носила до 2011 года.
27 июля 2011 года из Ростовской-на-Дону епархии выделены Шахтинская и Волгодонская епархии. 6 октября 2011 года в пределах Ростовской области была образована Донская митрополия, включающую в себя Волгодонскую, Ростовскую-на-Дону и Шахтинскую епархии.

## Наименования епархии
За время своего существования епархия несколько раз меняла название и границы:
- Ростовская и Таганрогская (1919—1948)
- Ростовская и Новочеркасская (1948—2011)
- Ростовская-на-Дону (с 2011 года)[4][7]

## Епископы
Ростовские и Таганрогские (1919—1948)
- Арсений (Смоленец) (24 мая 1919 — 1 ноября 1927)
- Серафим (Силичев) (27 октября 1927 — 17 ноября 1931)
- Александр (Бялозор) (1931—1932)
- Николай (Амасийский) (22 ноября 1933 — 1935)
- Дионисий (Прозоровский) (январь — конец 1936)
- Николай (Амасийский) (1942) в/у
- Елевферий (Воронцов) (10 августа 1943 — 5 апреля 1946)
- Серафим (Шарапов) (14 апреля 1946 — 30 октября 1947)
- Сергий (Ларин) (30 октября 1947 — 19 октября 1949)

Ростовские и Новочеркасские (24 февраля 1948 — 1954)
- Николай (Чуфаровский) (19 октября 1949 — 23 марта 1951)
- Вениамин (Федченков) (23 марта 1951 — 28 ноября 1955)

Ростовские и Каменские (1954—1957)
- Флавиан (Иванов) (28 ноября 1955 — 7 октября 1958)

Ростовские и Новочеркасские (с 1957)
- Иннокентий (Зельницкий) (8 декабря 1958 — 16 марта 1961)
- Никандр (Викторов) (16 марта — 16 августа 1961)
- Сергий (Петров) (август 1961 — 12 января 1962) в/у, епископ Воронежский
- Иероним (Захаров) (12 января 1962 — 14 декабря 1966)
- Алексий (Коноплёв) (15 декабря 1966 — 7 октября 1967) в/у, архиепископ Краснодарский
- Иларион (Прохоров) (7 октября 1967 — 16 декабря 1969)
- Николай (Кутепов) (16 декабря 1969 — 1 декабря 1970)
- Владимир (Котляров) (1 декабря 1970 — 31 мая 1973)
- Иоасаф (Овсянников) (31 мая 1973 — 2 апреля 1982)
- Владимир (Сабодан) (16 июля 1982 — 27 мая 1992)
- Владимир (Котляров) (повторно, 23 февраля 1993 — 27 декабря 1995)
- Пантелеимон (Долганов) (27 декабря 1995 — 27 июля 2011)
- Меркурий (Иванов) (с 27 июля 2011)

## Викариатства
- Азовское (недейств.)
- Ейское (ныне самостоятельная епархия)
- Таганрогское

## Благочиния
По состоянию на октябрь 2022 года епархия разделена на 17 церковных округов:
- Азовское городское благочиние
- Азовское районное благочиние
- Аксайское благочиние
- Александровское благочиние (в границах Пролетарского района Ростова-на-Дону)
- Батайское благочиние (в границах города Батайска)
- Восточное благочиние (в границах Первомайского района Ростова-на-Дону)
- Западное благочиние (в границах Советского района Ростова-на-Дону)
- Куйбышевское благочиние
- Матвеево-Курганское благочиние
- Мясниковское благочиние
- Новочеркасское благочиние
- Северное благочиние (в границах Ворошиловского района Ростова-на-Дону)
- Северо-Западное благочиние (в границах Октябрьского района Ростова-на-Дону)
- Таганрогское благочиние (в границах Таганрога и Неклиновского района)
- Центральное благочиние (в границах Кировского и Ленинского районов Ростова-на-Дону)
- Юго-Восточное благочиние (в границах бывшего аэропорта «Ростов-на-Дону» Пролетарского района Ростова-на-Дону)
- Юго-Западное благочиние (в границах Железнодорожного района Ростова-на-Дону)

## Монастыри
- Донской Ефремовский монастырь в Ростове-на-Дону (мужской)
- Донской Старочеркасский монастырь в станице Старочеркасская Аксайского района Ростовской области.
- Иверский монастырь в Ростове-на-Дону (женский)